# طاحونة باب الخليل

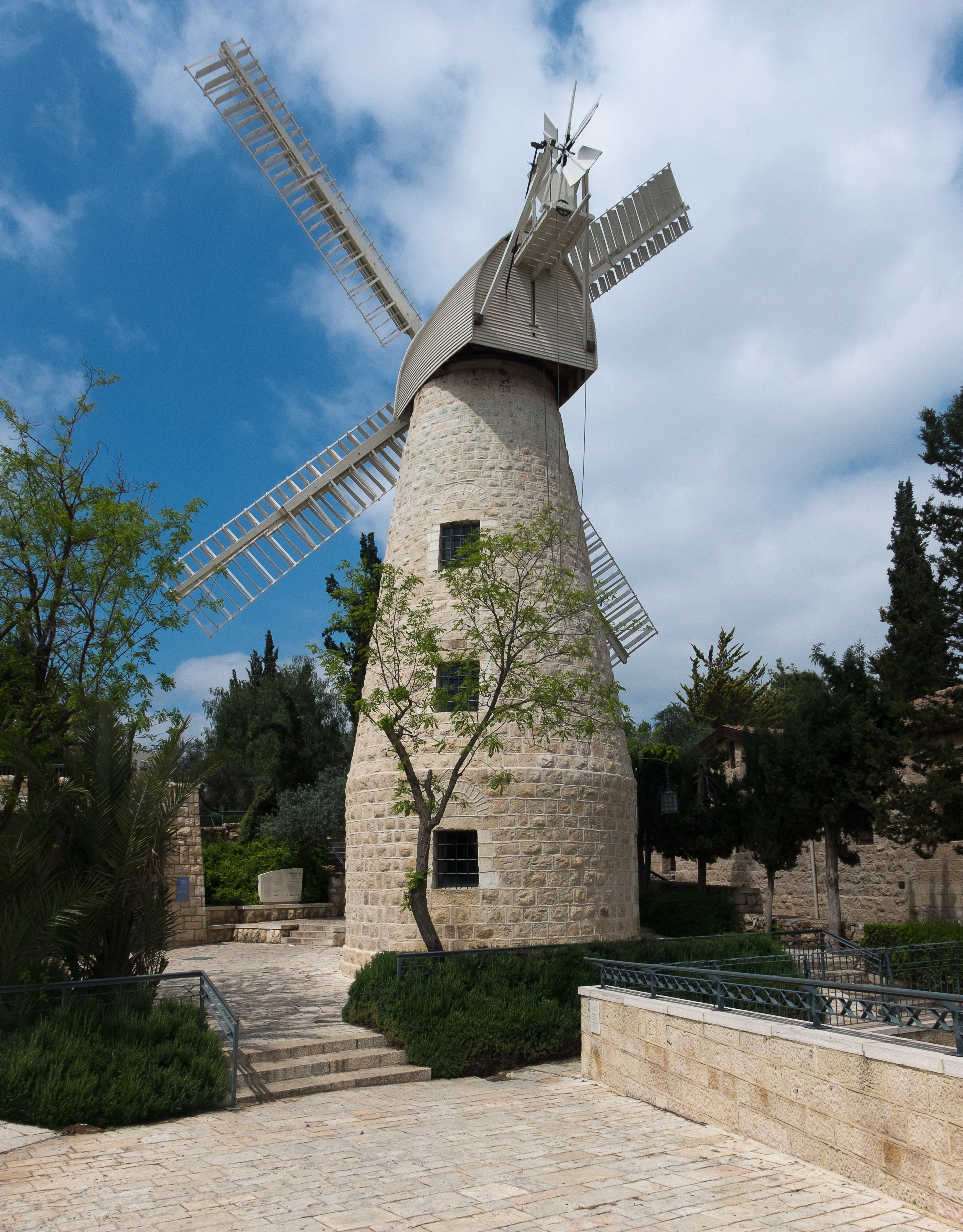
طاحونة مونتيفيوري اليوم.

طاحونة باب الخليل أو طاحونة مونتيفيوري هي طاحونة ومعلم سياحي تم بناؤها في نهاية الحقبة العثمانية في فلسطين، وتحديدا في عام 1857 في وسط مدينة القدس. تم تصميمها بواسطة عدد من المعماريين الإنجليز لتكون بمثابة مطاحن للدقيق. تبلغ سماكة جدران قاعدة البرج حوالي 910 ملم (3 أقدام)، كما يبلغ ارتفاعه 15.24 متر. كان الحجر المستخدم في بناء برج الطاحونة يُستخرج محليا (حجر القدس). وقد كان يتم شحن أجزاء من الحبوب إلى يافا، حيث لا توجد مرافق مناسبة لرسو الآلات الثقيلة. وتُتعتبر الطاحونة اليوم بمثابة متحف صغير مخصص لتكريم منجزات مؤسسها الإنجليزي موسى مونتيفيوري.

## تاريخ

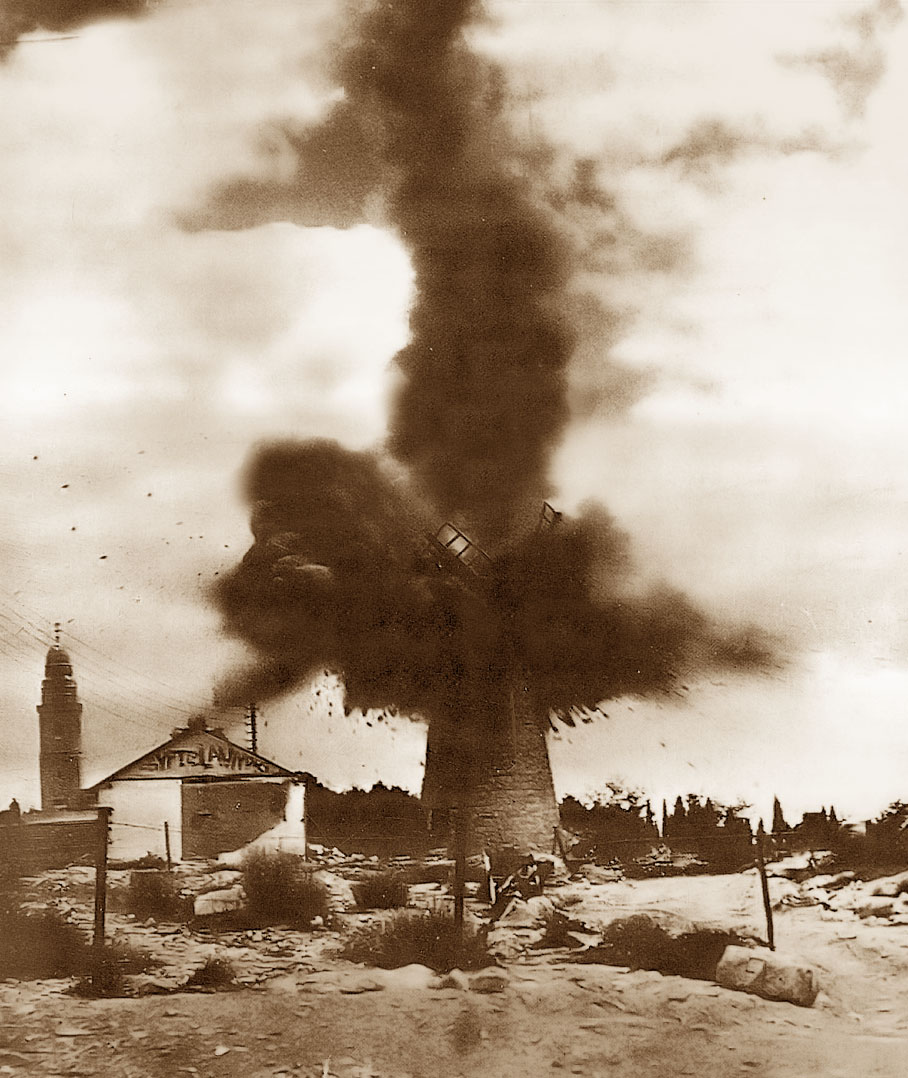
التفجير البريطاني عام 1948

خلال حرب فلسطين عام 1948، تم استخدام الطاحونة كنقطة مراقبة للمقاتلين اليهود. وفي محاولة لعرقلة الدفاع الصهيوني، فجرت السلطات البريطانية الجزء العلوي من الطاحونة في عملية أطلق عليها اسم «عملية دون كيشوت». وقد تم ترميمها في عام 2012 مع غطاء وأشرعة جديدة في اسلوب يحاكي النسخة الأصلية.

## وصلات خارجية
- طاحونة مونتيفيوري تدور مجددا في القدس
- طاحونة مونتيفيوري (طاحونة باب الخليل) في القدس